# 勤行
勤行（ごんぎょう）とは、勤め励むこと。
仏教用語としては、仏教における実践徳目である波羅蜜のひとつ精進波羅蜜（しょうじんはらみつ。この場合は仏道修行に勤め励むこと）と同一視され、寺院や自宅の仏壇の前で時を定めて行う読誦・礼拝などの儀式をいう。お勤め（おつとめ）ともいう。

## 概要

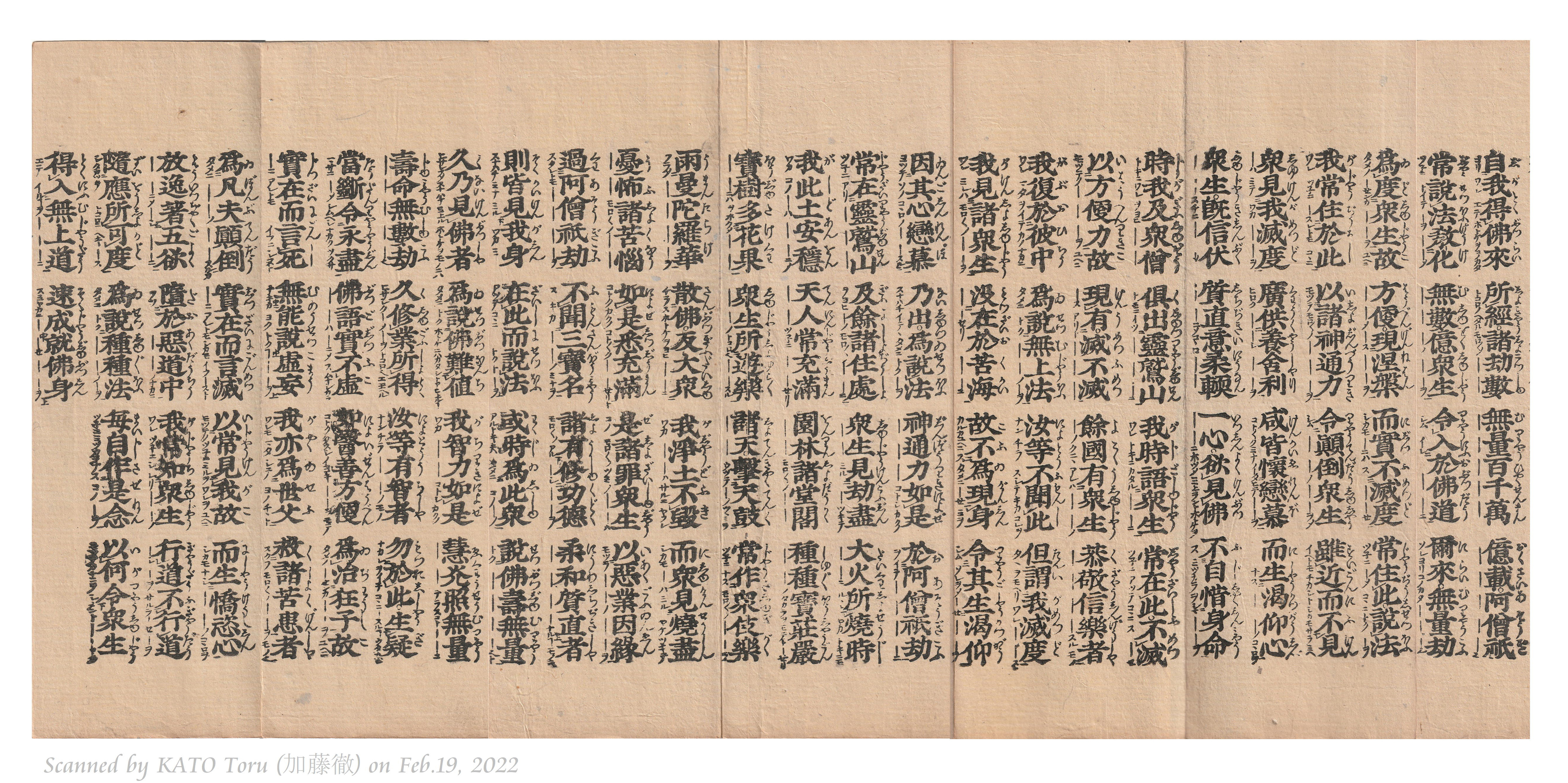
勤行用の経本（法華経・江戸期）

勤行には、平時の日課として行われる日常勤行のほか、彼岸会、盂蘭盆会などの年中行事に行われるもの、故人の追善の法要として行われるものがある。
その意義については、仏教徒である事を自ら証するため、仏典に説かれる善業（ぜんごう）のひとつとしての実践などと説かれる。また追善法要として行うものは、善業を行った功徳を、故人の冥福を祈って回向するものである。また仏恩・師恩に対する報恩報謝、仏徳讃嘆の為に行うという意義も説かれる。